# Моонзундський архіпелаг
Моонзу́ндський (Західно-Естонський) архіпела́г (ест. Lääne-Eesti saarestik) — понад 500 островів в Балтійському морі біля узбережжя Естонії. Найбільші — Сааремаа, Гіюмаа, Муху, Вормсі. Площа — приблизно 4 000 км².
Острови складені, головним чином, вапняками, місцями перекритими льодовиковими й морськими відкладеннями. Поверхня більшої частини — рівнинна (висота до 54 м). Багато озер.
Заповідники: Війдумяе і Вільсанді. Найбільші міста: Курессааре (Сааремаа) і Кярдла (Гіюмаа).